# Political Analysis
Political Analysis est une revue américaine de science politique spécialisée dans la méthodologie politique. La revue est publiée par les presses universitaires d'Oxford pour la Society for Political Methodology. La revue est considérée par Thomson Reuters comme l'une des cinq revues les plus influentes en sciences politiques. 